# لويس براونلو
لويس براونلو هو عالم سياسة وسياسي أمريكي، ولد في 29 أغسطس 1879 في بوفالو في الولايات المتحدة، وتوفي في 27 سبتمبر 1963 في واشنطن العاصمة في الولايات المتحدة. نشط حزبياً في الحزب الديمقراطي. وقد انتخب عمدة واشنطن العاصمة.